# Pelseneeria bountyensis
Pelseneeria bountyensis je vrsta malog dubokovodnog puža. To je morski puž mekušac iz obitelji Eulimidae.

## Vanjske poveznice
|  | Zajednički poslužitelj ima još gradiva o temi Pelseneeria bountyensis |